# Levá Chetta
Levá Chetta (rusky Левая Хетта) je řeka v Jamalo-něneckém autonomním okruhu v Ťumeňské oblasti v Rusku. Je 357 km dlouhá. Povodí má rozlohu 11 300 km².

## Průběh toku
Odtéká z nevelkého jezera, které se nachází na severním okraji Sibiřských Úvalů. Protéká bažinatou rovinou severním až severovýchodním směrem. Ústí zleva do Nadymu (povodí Obu).

## Vodní stav
Mezi zdroji vody převládají sněhové srážky. Nejvyšších vodních stavů dosahuje od května do července.